# 미국령 버진아일랜드 올림픽 위원회
미국령 버진아일랜드 올림픽 위원회(영어: Virgin Islands Olympic Committee)는 미국령 버진아일랜드를 대표하는 국가 올림픽 위원회이다. IOC 코드는 ISV이다. 본부는 세인트크로이섬에 있으며 범아메리카 스포츠 기구에 소속되어 있다.
1948년에 설립되었으며 같은 해에 국제 올림픽 위원회의 승인을 받았다. 올림픽, 팬아메리칸 게임, 중앙아메리카·카리브해 경기 대회를 비롯한 국제 스포츠 대회에 참가하는 미국령 버진아일랜드의 선수들을 대표한다.